# Temporada 1990 de Fórmula 3000 Internacional
La temporada 1990 de Fórmula 3000 Internacional fue la 6.ª edición de dicha categoría. Comenzó el 22 de abril en Donington Park y finalizó en Nogaro el 7 de octubre. Érik Comas fue el ganador del Campeonato de Pilotos.

## Escuderías y pilotos
| Escudería              | N.º | Piloto                | Rondas       |
| ---------------------- | --- | --------------------- | ------------ |
| Eddie Jordan Racing    | 1   | Emanuele Naspetti     | 1-3, 5-10    |
| Eddie Jordan Racing    | 1   | Vincenzo Sospiri      | 4, 11        |
| Eddie Jordan Racing    | 2   | Eddie Irvine          | Todas        |
| Eddie Jordan Racing    | 3   | Heinz-Harald Frentzen | Todas        |
| First Racing           | 4   | Fabrizio Giovanardi   | Todas        |
| First Racing           | 5   | Marco Apicella        | Todas        |
| First Racing           | 6   | Jean-Denis Délétraz   | 1-5          |
| First Racing           | 6   | Marco Greco           | 10-11        |
| GA Motorsport          | 8   | Eric van de Poele     | Todas        |
| GA Motorsport          | 9   | Giovanni Aloi         | 1-4          |
| GA Motorsport          | 9   | Otto Rensing          | 5            |
| GA Motorsport          | 9   | Marco Greco           | 6-8          |
| GA Motorsport          | 9   | Vittorio Zoboli       | 10-11        |
| GA Motorsport          | 44  | Thierry Delubac       | 10-11        |
| Paul Stewart Racing    | 10  | John Jones            | Todas        |
| Paul Stewart Racing    | 11  | Andrea Chiesa         | Todas        |
| Leyton House Racing    | 12  | Andrew Gilbert-Scott  | 1-7          |
| Leyton House Racing    | 12  | Paul Warwick          | 8-11         |
| Leyton House Racing    | 13  | Philippe Favre        | 8-11         |
| Galaxy Racing          | 14  | Thierry Delubac       | 1-5          |
| Galaxy Racing          | 15  | Franck Fréon          | 1-5          |
| Galaxy Racing          | 15  | Philippe Gache        | 10-11        |
| Madgwick International | 16  | Andrea Montermini     | Todas        |
| Madgwick International | 17  | Jean-Marc Gounon      | Todas        |
| Madgwick International | 43  | Pedro Chaves          | 8-11         |
| CoBRa Motorsports      | 18  | Michael Bartels       | Todas        |
| CoBRa Motorsports      | 19  | Richard Dean          | 1-5          |
| CoBRa Motorsports      | 19  | Giovanna Amati        | 6-10         |
| CoBRa Motorsports      | 19  | Alain Menu            | 11           |
| Pacific Racing         | 24  | Stéphane Proulx       | Todas        |
| Pacific Racing         | 25  | Marco Greco           | 1-2          |
| Pacific Racing         | 25  | Claude Bourbonnais    | 10-11        |
| DAMS                   | 26  | Érik Comas            | Todas        |
| DAMS                   | 33  | Allan McNish          | Todas        |
| Middlebridge Racing    | 27  | Gary Brabham          | 2-11         |
| Middlebridge Racing    | 28  | Damon Hill            | Todas        |
| Roni Motorsport        | 31  | Antonio Tamburini     | Todas        |
| Roni Motorsport        | 32  | Giovanna Amati        | 1-5          |
| Becsport               | 32  | Paolo Delle Piane     | 6-11         |
| Becsport               | 34  | Giovanni Bonanno      | 1-4          |
| Becsport               | 34  | Domenico Gitto        | 6-7          |
| Superpower             | 35  | Phil Andrews          | Todas        |
| Superpower             | 36  | Paul Belmondo         | Todas        |
| Crypton Engineering    | 37  | Fabrizio Barbazza     | Todas        |
| RSM Marko              | 39  | Karl Wendlinger       | 1-2, 4–9, 11 |
| RSM Marko              | 39  | Ellen Lohr            | 10           |
| Apomatox               | 40  | Philippe Gache        | 1-7          |
| Apomatox               | 40  | Andrew Gilbert-Scott  | 8-11         |
| Apomatox               | 41  | Didier Artzet         | 1-7, 9       |
| Apomatox               | 41  | Franck Fréon          | 10-11        |
| Forti Corse            | 42  | Gianni Morbidelli     | Todas        |
| Fuente:                |     |                       |              |

## Calendario
| Ronda             | Circuito                                | País        | Fecha            |
| ----------------- | --------------------------------------- | ----------- | ---------------- |
| 1                 | Donington Park, Leicestershire          | Reino Unido | 22 de abril      |
| 2                 | Circuito de Silverstone, Silverstone    | Reino Unido | 19 de mayo       |
| 3                 | Circuito de Pau-Ville, Pau              | Francia     | 4 de junio       |
| 4                 | Circuito de Jerez, Jerez de la Frontera | España      | 17 de junio      |
| 5                 | Autodromo Nazionale di Monza, Monza     | Italia      | 24 de junio      |
| 6                 | Autódromo de Pergusa, Pergusa           | Italia      | 22 de julio      |
| 7                 | Hockenheimring, Hockenheim              | Alemania    | 28 de julio      |
| 8                 | Brands Hatch, Kent                      | Reino Unido | 19 de agosto     |
| 9                 | Birmingham Superprix                    | Reino Unido | 27 de agosto     |
| 10                | Circuito de Bugatti, Le Mans            | Francia     | 23 de septiembre |
| 11                | Circuito Paul Armagnac, Nogaro          | Francia     | 7 de octubre     |
| Rondas canceladas |                                         |             |                  |
|                   | Dijon-Prenois, Prenois                  | Francia     | 21 de octubre    |
| Fuentes:          |                                         |             |                  |

## Resultados
| Ronda   | Ronda                | Pole Position     | Vuelta rápida   | Piloto ganador    | Escudería ganadora  |
| ------- | -------------------- | ----------------- | --------------- | ----------------- | ------------------- |
| 1       | Donington Park       | Andrea Montermini | Stéphane Proulx | Érik Comas        | DAMS                |
| 2       | Silverstone          | Allan McNish      | Allan McNish    | Allan McNish      | DAMS                |
| 3       | Pau                  | Érik Comas        | Marco Apicella  | Eric van de Poele | GA Motorsport       |
| 4       | Jerez de la Frontera | Érik Comas        | Érik Comas      | Érik Comas        | DAMS                |
| 5       | Monza                | Damon Hill        | Damon Hill      | Érik Comas        | DAMS                |
| 6       | Pergusa              | Damon Hill        | Damon Hill      | Gianni Morbidelli | Forti Corse         |
| 7       | Hockenheim           | Damon Hill        | Marco Apicella  | Eddie Irvine      | Eddie Jordan Racing |
| 8       | Brands Hatch         | Eddie Irvine      | Michael Bartels | Allan McNish      | DAMS                |
| 9       | Birmingham           | Marco Apicella    | Marco Apicella  | Eric van de Poele | GA Motorsport       |
| 10      | Bugatti              | Érik Comas        | Philippe Gache  | Érik Comas        | DAMS                |
| 11      | Nogaro               | Gianni Morbidelli | Érik Comas      | Eric van de Poele | GA Motorsport       |
| Fuente: |                      |                   |                 |                   |                     |

## Clasificaciones

### Sistema de puntuación
| Posición | 1.º | 2.º | 3.º | 4.º | 5.º | 6.º |
| Puntos   | 9   | 6   | 4   | 3   | 2   | 1   |
| Fuente:  |     |     |     |     |     |     |

### Campeonato de Pilotos
| Pos.    | Piloto                | DON | SIL | PAU | JER | MNZ | PER | HOC | BRH | BIR | BUG | NOG | Puntos |
| ------- | --------------------- | --- | --- | --- | --- | --- | --- | --- | --- | --- | --- | --- | ------ |
| 1       | Érik Comas            | 1   | 2   | Ret | 1   | 1   | Ret | 4   | Ret | Ret | 1   | 2   | 51     |
| 2       | Eric van de Poele     | 6   | 5   | 1   | 9   | 9   | Ret | Ret | Ret | 1   | 10  | 1   | 30     |
| 3       | Eddie Irvine          | Ret | 6   | Ret | DNS | 2   | 4   | 1   | 3   | Ret | 3   | Ret | 27     |
| 4       | Allan McNish          | Ret | 1   | 6†  | 16  | 6   | 2   | Ret | 1   | Ret | Ret | 8   | 26     |
| 5       | Gianni Morbidelli     | 8   | Ret | 3   | Ret | 4   | 1   | Ret | Ret | Ret | 7   | 3   | 20     |
| 6       | Marco Apicella        | 13  | 3   | Ret | 2   | 5   | Ret | 2   | DSQ | Ret | Ret | 5   | 20     |
| 7       | Andrea Chiesa         | 2   | Ret | Ret | 5   | 7   | Ret | Ret | 5   | 2   | 5   | Ret | 18     |
| 8       | Andrea Montermini     | Ret | 4   | Ret | 3   | Ret | Ret | Ret | Ret | 9   | 2   | Ret | 13     |
| 9       | Jean-Marc Gounon      | Ret | 13  | DNQ | Ret | Ret | DSQ | 3   | 6   | 4   | 4   | Ret | 11     |
| 10      | Fabrizio Giovanardi   | Ret | Ret | 2   | 6   | 10  | 6   | 7   | Ret | 5   | Ret | Ret | 10     |
| 11      | Gary Brabham          |     | Ret | DNQ | 12  | 3   | 3   | 14† | 8   | DNQ | 8   | 11  | 8      |
| 12      | John Jones            | 3   | 11  | 4   | Ret | Ret | Ret | DNQ | DNQ | 11  | 9   | DNQ | 7      |
| 13      | Damon Hill            | DNQ | Ret | Ret | 7   | 11  | Ret | Ret | 2   | Ret | Ret | 10  | 6      |
| 14      | Antonio Tamburini     | 4   | 9   | Ret | 13  | 8   | 8   | DNQ | Ret | Ret | 16  | 4   | 6      |
| 15      | Didier Artzet         | DNQ | Ret | Ret | 11  | Ret | Ret | 8   |     | 3   |     |     | 4      |
| 16      | Fabrizio Barbazza     | Ret | Ret | Ret | 4   | Ret | Ret | 9   | Ret | Ret | Ret | 18  | 3      |
| 17      | Pedro Chaves          |     |     |     |     |     |     |     | 4   | Ret | DNQ | 14  | 3      |
| 18      | Heinz-Harald Frentzen | Ret | Ret | Ret | 17  | Ret | 5   | 6   | 7   | Ret | Ret | DNQ | 3      |
| 19      | Richard Dean          | 5   | 7   | Ret | Ret | Ret |     |     |     |     |     |     | 2      |
| 20      | Franck Fréon          | DNQ | DNQ | 5†  | DNQ | DNQ |     |     |     |     | 14  | 16  | 2      |
| 21      | Karl Wendlinger       | DNQ | 14  |     | DNQ | Ret | Ret | 5   | DNQ | 10  |     | 9   | 2      |
| 22      | Michael Bartels       | 11  | Ret | Ret | Ret | Ret | 7   | Ret | 11  | Ret | 13  | 6   | 1      |
| 23      | Emanuele Naspetti     | Ret | 10  | Ret |     | Ret | Ret | Ret | Ret | 6   | DNQ |     | 1      |
| 24      | Paul Belmondo         | Ret | DNQ | DNQ | Ret | Ret | DNQ | 11  | Ret | Ret | 6   | Ret | 1      |
| 25      | Andrew Gilbert-Scott  | Ret | 12  | DNQ | 10  | Ret | Ret | 13  | 10  | 7   | 11  | 13  | 0      |
| 26      | Stéphane Proulx       | 12  | Ret | Ret | Ret | Ret | Ret | 10  | Ret | Ret | Ret | 7   | 0      |
| 27      | Jean-Denis Délétraz   | 7   | DNQ | Ret | DNQ | Ret |     |     |     |     |     |     | 0      |
| 28      | Giovanni Bonanno      | 10  | 8   | DNQ | Ret |     |     |     | 9   | DNQ |     |     | 0      |
| 29      | Paul Warwick          |     |     |     |     |     |     |     | Ret | 8   | DNS | 15  | 0      |
| 30      | Vincenzo Sospiri      |     |     |     | 8   |     |     |     |     |     |     | DNQ | 0      |
| 31      | Philippe Gache        | 9   | DNQ | Ret | 14  | Ret | Ret | Ret |     |     | Ret | Ret | 0      |
| 32      | Phil Andrews          | 14  | Ret | DNQ | DNQ | DNQ | Ret | 12  | Ret | Ret | 12  | 19  | 0      |
| 33      | Philippe Favre        |     |     |     |     |     |     |     | 12  | DNS | 15  | DNQ | 0      |
| 34      | Alain Menu            |     |     |     |     |     |     |     |     |     |     | 12  | 0      |
| 35      | Giovanni Aloi         | Ret | 15  | DNQ | 15  |     |     |     |     |     |     |     | 0      |
| 36      | Giovanna Amati        | Ret | DNQ | DNQ | DNQ | DNQ | DNQ | 15  | DNQ | DNQ | DNQ |     | 0      |
| 37      | Thierry Delubac       | DNQ | DNQ | DNQ | DNQ | DNQ |     |     |     |     | 17  | 17  | 0      |
| NC      | Paolo Delle Piane     |     |     |     |     |     | DNQ | Ret | Ret | DNQ | DNQ | DNQ | 0      |
| NC      | Domenico Gitto        |     |     |     |     |     | Ret | Ret |     |     |     |     | 0      |
| NC      | Marco Greco           | DNQ | DNQ |     |     |     | Ret | DNQ | DNQ |     | DNQ | DNQ | 0      |
| NC      | Claude Bourbonnais    |     |     |     |     |     |     |     |     |     | DNQ | DNQ | 0      |
| NC      | Vittorio Zoboli       |     |     |     |     |     |     |     |     |     | DNQ | DNQ | 0      |
| NC      | Otto Rensing          |     |     |     |     | DNQ |     |     |     |     |     |     | 0      |
| NC      | Ellen Lohr            |     |     |     |     |     |     |     |     |     | DNQ |     | 0      |
| Pos.    | Piloto                | DON | SIL | PAU | JER | MNZ | PER | HOC | BRH | BIR | BUG | NOG | Puntos |
| Fuente: |                       |     |     |     |     |     |     |     |     |     |     |     |        |

| Color     | Resultado                                                               |
| --------- | ----------------------------------------------------------------------- |
| Oro       | Ganador                                                                 |
| Plata     | 2.ª plaza                                                               |
| Bronce    | 3.ª plaza                                                               |
| Verde     | Finalizó en los puntos                                                  |
| Azul      | Finalizó sin puntos                                                     |
| Azul      | NC - No clasificado                                                     |
| Violeta   | Ret - No terminó (Carrera)                                              |
| Rojo      | DNQ - No se clasificó                                                   |
| Negro     | DSQ - Descalificado                                                     |
| Blanco    | DNS - No empezó (carrera)                                               |
| Blanco    | WD - Retirado (fin de semana)                                           |
| Blanco    | C - Carrera cancelada                                                   |
| Sin color | DNP - Inscrito pero no participó                                        |
| Sin color | INJ - Lesionado                                                         |
| Sin color | EX - Excluido                                                           |
| Estado    | Resultado                                                               |
| Negrita   | Pole position                                                           |
| Cursiva   | Vuelta rápida                                                           |
| †         | Abandona, pero clasifica al completar el porcentaje requerido para ello |